# Astragalus maowensis
Astragalus maowensis là một loài thực vật có hoa trong họ Đậu. Loài này được (P.C. Li) Podl. & L.R.Xu mô tả khoa học đầu tiên năm 2001.